# Chiesa di Santo Stefano in Piscinula
La chiesa di Santo Stefano in Piscinula era una chiesa di Roma, nel rione Parione. Essa si trovava in via dei Banchi Vecchi, quasi dirimpetto alla chiesa di Santa Lucia del Gonfalone, all'incrocio con il vicolo Cellini. Sull'edificio che ne include l'area, oggi è collocato un medaglione con l'immagine del santo titolare, il protomartire santo Stefano, a ricordo dell'antico luogo di culto.

## Storia
La chiesa è menzionata per la prima volta nei Mirabilia Urbis Romae, attorno all'anno Mille, dove ad Sanctum Stephanum in piscina è collocato il palatium Cromatii prefecti. È ricordata ancora nel 1186 tra le chiese filiali di San Lorenzo in Damaso. Nel catalogo di Cencio Camerario (fine XII secolo) compare al n. 219 con il nome di Sancto Stephano de Piscina. Successivamente è ricordata con nomi simili: de piscibus, de pisciola, in pescola. Negli ultimi secoli della sua esistenza prevale il nome in piscinula.
Incerta è l'origine del nome, attribuibile o alla presenza di un antico mercato del pesce, o perché la chiesa fu costruita su un'antica piscina, le cui strutture furono forse identificate negli scavi eseguiti nel Settecento.
Secondo un'antica tradizione, la chiesa fu fatta costruire dal re ungherese santo Stefano (969-1038), che in seguito alla sua conversione al cristianesimo, decise di edificare in Roma una chiesa nazionale per il suo popolo.
Santo Stefano in Piscinula fu sede di una parrocchia almeno dal Trecento, come attesta il catalogo di Torino, fino alla riforma delle parrocchie romane voluta da papa Leone XII nel 1824. E fu proprio un parroco, Filippo Pioselli, che tra il 1740 ed il 1750, mise mano alla ristrutturazione completa della chiesa affidando l'incarico a Giovanni Antonio Perfetti. Come riferisce il Titi, nel fare lo scavo per il nuovo edificio furono scoperte colonne di verde antico, acquistate da Benedetto XIV che le utilizzò per la decorazione dell'altare maggiore della basilica di Sant'Apollinare. La nuova chiesa fu consacrata nel 1752, ma la facciata rimase incompiuta.
Armellini afferma che la chiesa di Santo Stefano fu demolita pochi anni prima del 1870. Alcuni documenti dell'Archivio Storico Capitolino permettono di precisare meglio la cronologia. Infatti il 1º settembre 1860 fu presentato un progetto per la riduzione della chiesa in abitazione privata e per il restauro dell'edificio annesso. Un ulteriore documento del 3 settembre 1863 attesta che il nuovo fabbricato è ultimato e conforme al progetto iniziale. È perciò tra queste due date che è collocabile la fine della quasi millenaria chiesa di Santo Stefano in Piscinula.

## Descrizione
Le antiche guide di Roma accennano alle opere contenute nella chiesa: all'altare maggiore vi era una tela di Pietro Labruzzi raffigurante la Lapidazione di santo Stefano; in una nicchia un San Raffaele di Costantino Borti; nei due altari laterali, un dipinto con Maria vergine e la Maddalena di Gioacchino Paver, e una Concezione della santissima Maria Vergine con due Santi di Gaetano Sciortini.